# Trichogramma piceum
Trichogramma piceum är en stekelart som beskrevs av Dyurich 1987. Trichogramma piceum ingår i släktet Trichogramma och familjen hårstrimsteklar.
Artens utbredningsområde är:
- Italien.
- Moldavien.

Inga underarter finns listade i Catalogue of Life.